# Warhammer 40,000: Space Marine

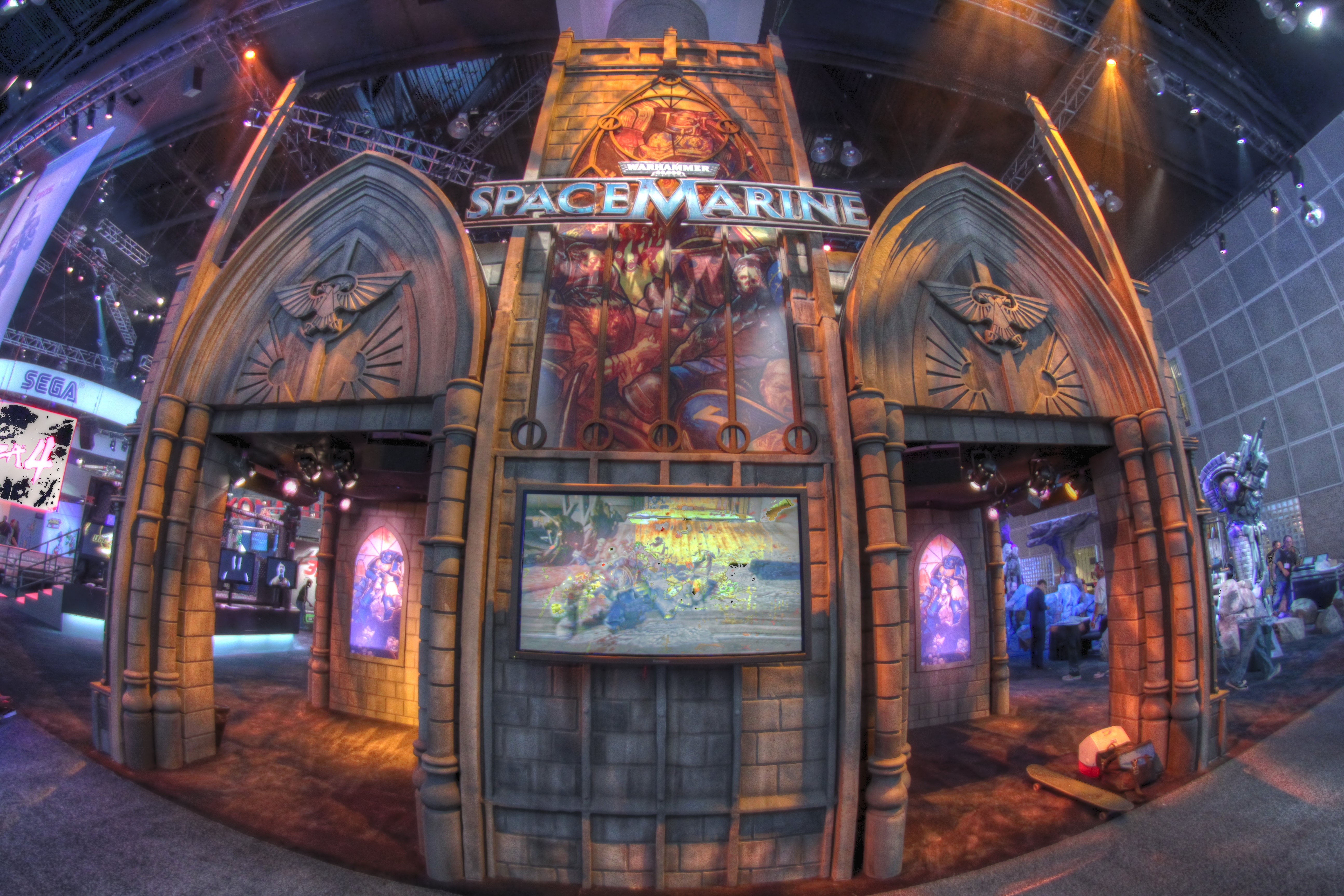
Stand promocional de Warhammer 40,000: Space Marine en E3 2010

Warhammer 40,000: Space Marine (En español Warhammer 40,000: Marines Espaciales) es un videojuego desarrollado por Relic Entertainment y publicado por THQ, perteneciente al género de videojuego de disparos en tercera persona. Fue lanzado para Microsoft Windows, PlayStation 3 y Xbox 360 el 6 de septiembre de 2011, en América del Norte y el 9 de septiembre de 2011 en Europa. El juego tiene lugar en el universo de Games Workshop Warhammer 40,000 y las características del capítulo de los Ultramarines. Su modo de juego se centra en un tipo de tiroteo híbrido y modelo de combate cuerpo a cuerpo. Fue el primer juego de Relic liberado en una plataforma de PlayStation (su primer lanzamiento de la consola en general fue en 2006 con The Outfit).

## Jugabilidad
En Space Marine el jugador se involucra con los enemigos tanto cuerpo a cuerpo como a distancia en oscilación desde un punto de vista en tercera persona. El personaje del jugador, Titus, tiene capacidad de regeneración. Cuando su salud esté baja, la realización de algunas acciones pueden permitir a Titus para recuperar una parte de su salud. Titus es acompañado por los personajes Sidonus y Leandros para la mayoría de las misiones, aunque algunas misiones se llevan a cabo solo. El juego cuenta con un medidor de furia que, cuando se llena, permite que el jugador sea lento un tiempo para apuntar y realizar poderosos ataques cuerpo a cuerpo.
Las armas de la partida incluyen un cuchillo de combate y una pistola, aunque el jugador puede adquirir otras armas. El juego también incluye una nueva arma que no aparece en el juego de mesa conocido como el Lanzador de Venganza, que puede disparar granadas pegajosas.
Los Antagonistas principales del juego son los Orcos y las fuerzas de los Marines Espaciales del Caos. Los Orcos son una raza alienígena de guerreros brutales. Las Fuerzas del Caos son una amenaza aún mayor, y pueden convocar monstruos que viven en una dimensión paralela conocida como la Disformidad. Los Portales conjuradas por las legiones traidoras permiten la entrada a demonios en el campo de batalla.

## Argumento
La línea de la trama del juego implica el Mundo Forja Graia (un planeta dedicado a la producción militar) que ha sido invadido por alienígenas Orkos. El juego sigue una escuadra de mando de tres de los Ultramarines, segundo comandante de compañía y personaje jugable capitán Tito, su subordinado inmediato veterano sargento Sidonus y relativamente inexperto y by-the-libro táctico Marino nombrados Leandros.
Inicialmente la llegada del escuadrón prestar asistencia a la inferioridad numérica y saturación regimientos de la Guardia Imperial que luchan en la superficie del planeta, que después de la derrota en la batalla de todos los oficiales de rango superior ahora son guiados por el único oficial subalterno superviviente, segundo teniente de Mira; ella informa el capitán Tito de la situación actual y brevemente acompaña al equipo para su próximo waypoint. Tito está de acuerdo en silenciar los cañones de defensa planetaria capturado que ha sido impidiendo barcos de suministro llegue a los asediados defensores. Hecho esto, Mira gracias a los Marines Espaciales y sigue ayudando a Tito, sin embargo, ella puede en el transcurso del juego, en medio de la reorganización de las fuerzas de la Guardia Imperial que quedan y tratar de mantener la mayor parte de las hordas invasoras a raya hasta que la flota de refuerzo demorado llega. Los Marines Espaciales luego pasar a continuar con su misión y, en medio de asegurar la Titan Invictus (uno de una clase de gigante, máquinas de guerra bípedos que se producen principalmente en Graia y la razón principal para el despliegue del ultramarino allí), responder a una situación de peligro llamar desde los heridos Inquisidor Imperial Drogan, de los que aprenden de un arma que puede acabar con los Orkos, pero que necesita una fuente de alimentación que se encuentra en un reactor por debajo de la Manufactorum. Tito lo recupera y activa la Psíquica Plaga, pero los Orkos no mueren. En lugar de una puerta de la deformación a la esfera psíquica del Caos se abre, liberando varios demonios que masacrar a los Orkos circundantes. Momentos después, el Señor del Caos Nemeroth emerge del portal. Usando sus poderes Warp, que somete la escuadra de Marines Espaciales como llega Inquisidor Drogan a través del ascensor y se acerca Nemeroth, revelando su lealtad al Señor del Caos. Es entonces reveló que Drogan fue asesinado en algún momento antes de cumplir con Tito y su cadáver fue poseído y utilizado por Nemeroth como un agente durmiente. Tito reúne la suficiente fuerza para agarrar la fuente de alimentación, que había sido expulsado de la Plaga, y Nemeroth es emboscado por Grimskull, el Orko Kaudillo a cargo de su invasión de Graia, lo que permite a los Marines Espaciales para escapar.
El Azote abrió un portal Warp creciente en todo el Orbital Aguja, permitiendo que las fuerzas del Caos para verter en; viendo esto, Tito forma un plan para destruir el portal y el Spire mediante uno de los titanes que habían asegurado anteriormente (su misión original). El Titan Invictus es traído a la activación completa por la fuente de alimentación, y destruye el Spire. Sin embargo, el sargento Sidonus es asesinado por Lord Nemeroth, y la fuente de alimentación es robado y llevado a los restos flotantes de la Aguja.
La flota de refuerzo ahora que por fin llegó, incluyendo una compañía de sangre Ravens Marines Espaciales, así como el resto de la compañía de Tito y un gran número de la Guardia Imperial, Tito les lleva en un ataque a través de las fuerzas del Caos restantes para detener Señor Nemeroth de realizar un ritual para ascender a la categoría de un Príncipe Demonio utilizando la energía del dispositivo. Nemeroth ha ascendido parcialmente de demonio cuando Tito finalmente se enfrenta a él de nuevo; ambos derrotaron a la aguja en la lucha, y el capitán lo derrota en un combate singular mientras que cae hacia el suelo. Luego rompe el dispositivo experimental en medio con las manos. Tito sobrevive a la exposición a la energía de deformación prima de nuevo, y es rescatado por una nave Thunderhawk antes de que pueda impactar el suelo.
La escena final del juego consiste en un nuevo Inquisidor Imperial con el nombre de Thrax, acompañado por Leandros y escoltado por varios negros templarios Marines Espaciales, que coloca Tito bajo arresto. Leandros cree que su capitán ha sido corrompido por el Caos, sobre la base de su resistencia a las fuerzas de urdimbre. Tito niega las acusaciones de herejía y se respalda en este por el teniente Mira quien también protesta por la acusación, pero Tito le advierte a dar marcha atrás, conocer el alcance de la ira de la Inquisición. Tito está dispuesto a encontrar la causa de su misteriosa resistencia al Caos, y voluntariamente va con Inquisidor Thrax con la condición de que la Inquisición deja el planeta, sus habitantes (incluyendo Mira) y su compañero de Ultramarines solos. Antes de despegar del planeta, Tito castiga Leandros para su siguiente singleminded del Codex Astartes, y su incapacidad para ver más allá de él y pensar por sí mismo - algo Tito cree que es la verdadera prueba de un Marine Espacial. Un informe computarizado para los registros Imperiales muestra que la amenaza sobre Graia se ha contenido. El planeta está en cuarentena por orden del Inquisidor Thrax, y el capitán Tito está bajo investigación formal por parte de la Inquisición, acusado de herejía.

## Desarrollo y liberación
El Desarrollador Relic Entertainment contrató personal con experiencia para trabajar en títulos de  consola para ayudar en la creación del juego. Esto incluyó a personas que habían trabajado en Gears or War, God of War y la serie Far Cry.
THQ lanzó una demo jugable para Xbox 360 y PC el 23 de agosto de 2011 y para PlayStation 3 el 24 de agosto, 2011.
Se planificaron dos secuelas, pero fueron cancelados debido al cierre de THQ.
En la actualidad se espera el lanzamiento de la segunda parte, Warhammer 40,000 Space Marine 2 para las consolas de nueva generación al igual que para PC en el transcurso del año 2023.

### Contenido descargable
Varios personajes, texturas y modelos para los capítulos de Marines Espaciales del Caos y marines han sido puestos en libertad, junto con el contenido que estaba reservado originalmente para los que han preordenado el juego. Un nuevo modo de juego basado en ola, llamada "Exterminatus" también se puso a disposición para su descarga gratuita.
Un paquete de contenido descargable (DLC) titulado "caos desencadenado" fue lanzado el 20 de diciembre de 2011. Se añade un nuevo modo de Exterminatus donde los jugadores pueden asumir el papel de Marines Espaciales del Caos en su lucha tanto con la horda de Orcos como con las fuerzas de la Guardia Imperial. El paquete también incluye tres nuevos mapas multijugador:. Habs Ablaze, Estación Tertius y el Aquila Canyon, que se pueden reproducir en todos los modos de juego multijugador, y diez nuevos logros y trofeos.
Un paquete de contenido descargable adicional, "El Dreadnought", fue lanzado el 24 de enero de 2012. Esta prima complemento añadido un nuevo modo multijugador llamado "Asalto Dreadnought", en el que dos equipos luchan para capturar una céntrica ubicación en el mapa y los ganadores generan un Dreadnought controlado por el jugador. El Dreadnought está armado con un Cañón de Asalto / Cañón Automático, un rifle de fusión y un Poder Puño / Power Claw y el equipo deben capturar puntos sobre el mapa para ganar puntos. El DLC Dreadnought también incluye tres nuevos mapas multijugador:. Desolation, Cúpula Mechanicus, y refinería Chem.

## Recepción
Warhammer 40,000: Space Marine ha recibido críticas generalmente positivas de los críticos. IGN elogió la re-creación del universo Warhammer 40,000 y la variedad en los encuentros con enemigos. GamePro complementa las imágenes del juego y de la mezcla de hack-and-slash y videojuego de disparos en tercera persona jugabilidad, pero criticó la campaña, alegando que era lineal y que algunos de los ambientes eran sin inspiración.
También ha recibido respuestas positivas en su mayoría de los jugadores, sobre todo los que ya están interesados por el universo de fondo. Sin embargo, al parecer decepcionantes cifras de ventas globales y problemas internos dentro de las empresas para desarrolladores del juego, luego del cierre de THQ parecen ahora han impedido que las actualizaciones planificadas más en el juego y terminó ningún riesgo para una secuela directa, a menos que otra empresa decide intentar una.